# Бжні
Бжні (вірм. Բջնի) — село в марзі Котайк, у центрі Вірменії. Відоме своєю мінеральною водою і безліччю історичних пам'яток. Населення займається скотарством, землеробством і розведенням птиці. Перша письмова згадка про село була в 5th- 6-го століття історика Ґазара Парпеці.